# Ausfuhrkennzeichen
Das Ausfuhrkennzeichen (auch: Exportkennzeichen oder Zollkennzeichen) ist ein amtliches Kfz-Kennzeichen für Fahrzeuge, welche sich mit eigenem Antrieb fortbewegen können und ausgeführt (exportiert) werden sollen. Das Aussehen und der Aufbau der Kennzeichen unterscheidet sich meist von gewöhnlichen Nummernschildern.

## Deutschland

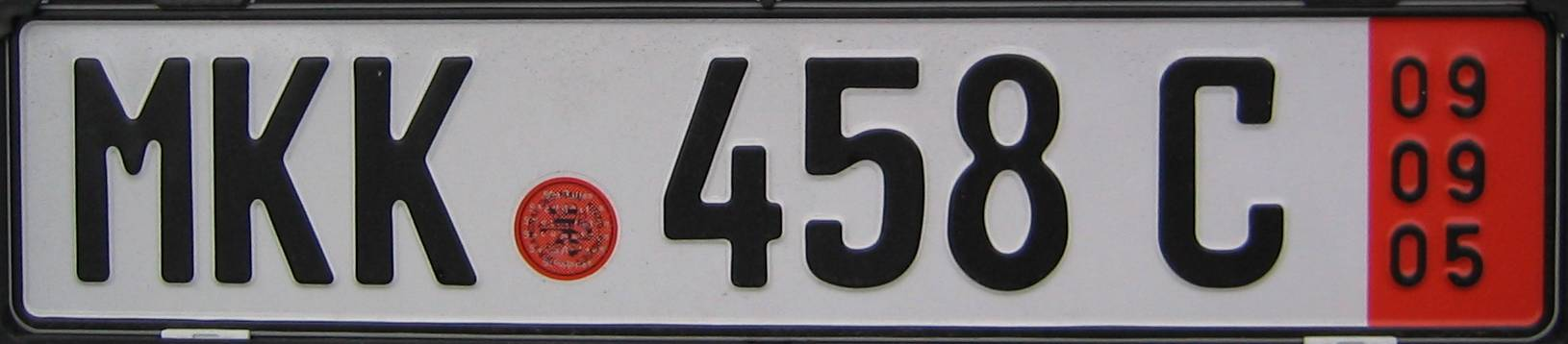
Deutsches Ausfuhrkennzeichen

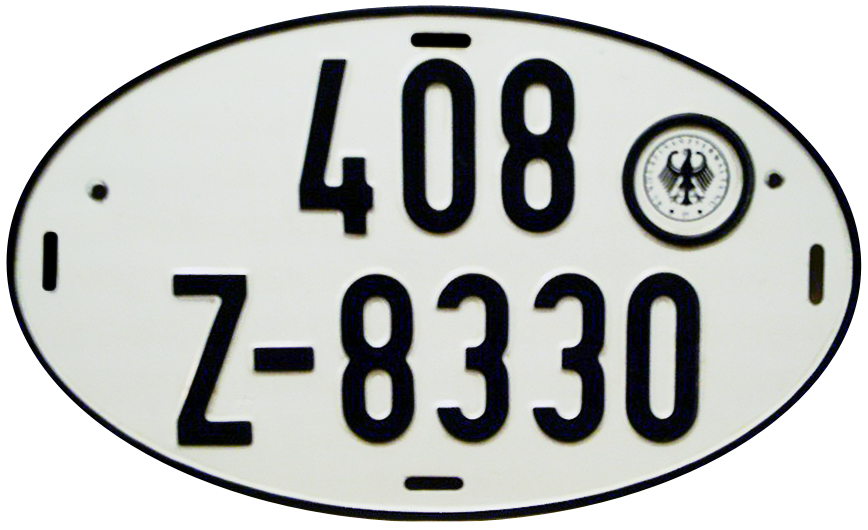
Ausfuhrkennzeichen bis 1988

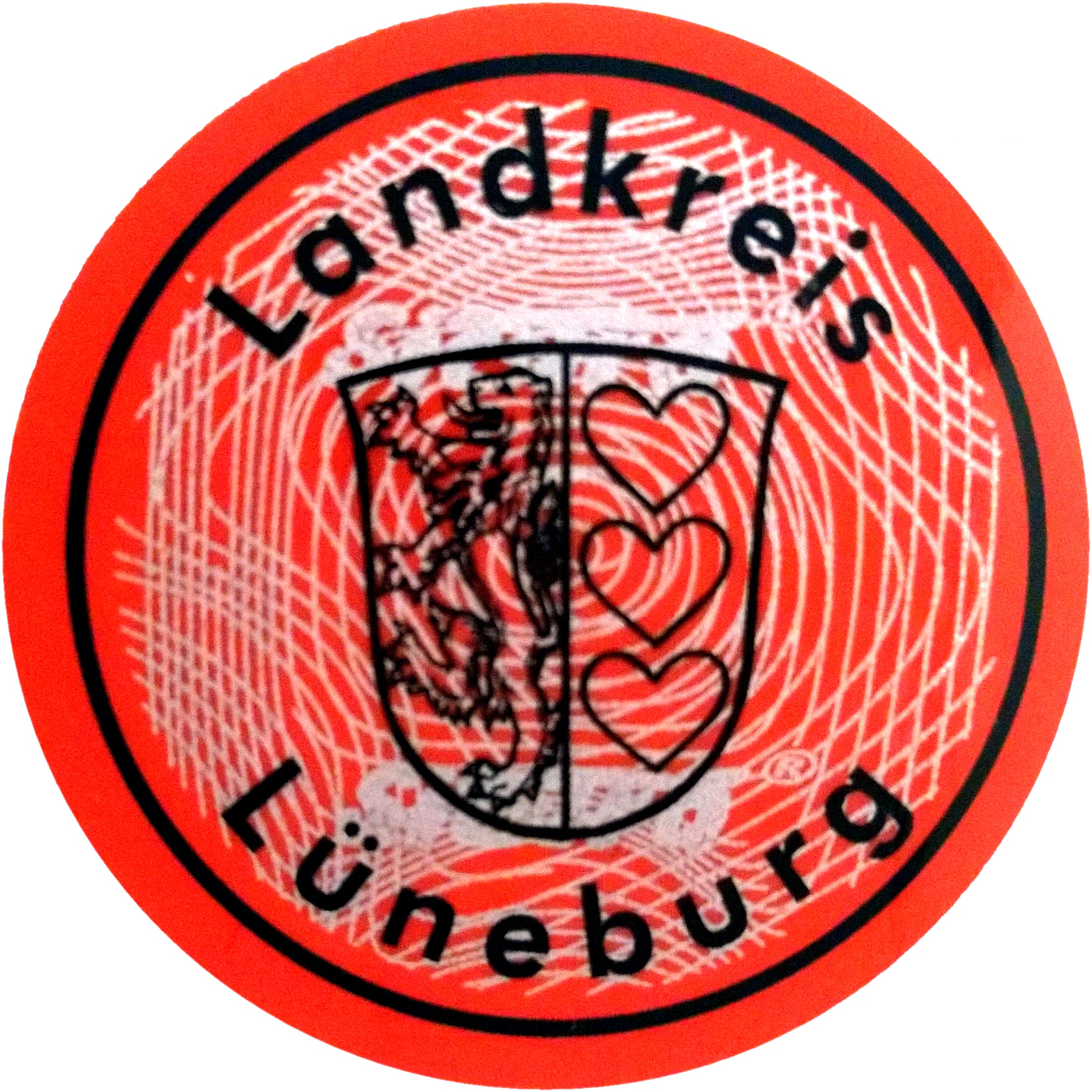
Stempelplakette eines Ausfuhrkennzeichens des Landkreises Lüneburg.

In der Bundesrepublik Deutschland handelt es sich dabei um ein Kennzeichen mit rotem Rand und Datumsfeld rechts. Das Datumsfeld welches Tag, Monat und Jahr enthält und auch als Ausfuhrmerkzeichen bezeichnet wird, gibt den letzten Tag des Versicherungsschutzes an. Bis spätestens zu diesem Datum muss das Fahrzeug die Bundesrepublik verlassen haben, da es nach Ablauf des angegebenen Datums ohne Zulassung und Versicherungsschutz ist und nicht mehr auf öffentlichen Straßen bewegt oder abgestellt werden darf (§ 45 Abs. 1 S. 5 FZV).
Ausfuhrkennzeichen werden von den zuständigen Kfz-Zulassungsstellen nur für Fahrzeuge mit gültiger Prüfplakette (§ 29 StVZO) ausgestellt (§ 45 Abs. 1 Nr. 1 Buchst. b) FZV). 
Außerdem muss für die Zulassung gemäß § 45 Abs. 1 Nr. 1 Buchst. a) FZV eine gültige Versicherungspolice vorgelegt werden (nur Haftpflichtversicherung möglich, ist mit grünem Versicherungsschein international gültig, bis auf Staaten, die die grüne Karte nicht anerkennen).
Auch Fahrzeuge mit Ausfuhrkennzeichen sind seit dem 1. Juli 2010 steuerpflichtig (§§ 1 Abs. 1 Nr. 1, 5 Abs. 1 Nr. 4 KraftStG). Der bislang gültige begrenzte steuerfreie Zeitraum von bis zu 3 Monaten ist entfallen.
Zur Ausstellung eines Ausfuhrkennzeichens benötigt man:
- einen Personalausweis mit aktueller Anschrift oder Reisepass mit aktueller Meldebestätigung desjenigen, auf den das Fahrzeug zugelassen werden soll,
- eine schriftliche Vollmacht und den gültigen Personalausweis der bevollmächtigten Person bei Erledigung durch Dritte (Vertretung),
- bei Nicht-EU-Bürgern ist die Benennung einer empfangsbevollmächtigten Person notwendig
- eine vollständig ausgefüllte besondere gelbe Versicherungsbestätigungskarte,
- den Fahrzeugbrief (Zulassungsbescheinigung Teil II),
- den Fahrzeugschein (Zulassungsbescheinigung Teil I) (bei vor dem 1. Oktober 2005 abgemeldeten Fahrzeugen stattdessen die Abmeldebescheinigung),
- gesiegelte Kennzeichenschilder (bei noch zugelassenen Fahrzeugen),
- den Hauptuntersuchungsbericht (HU) für den gesamten Gültigkeitszeitraum des Ausfuhrkennzeichens
- ausgefüllte und unterschriebene Einzugsermächtigung (SEPA-Mandat) für die Kfz-Steuer oder alternativ Nachweis über die Bareinzahlung der Kfz-Steuer beim zuständigen Hauptzollamt für den angegebenen Gültigkeitszeitraum.

Rechtsgrundlage für das deutsche Ausfuhrkennzeichen ist § 45 der Fahrzeug-Zulassungsverordnung (FZV).

## Restliches Europa

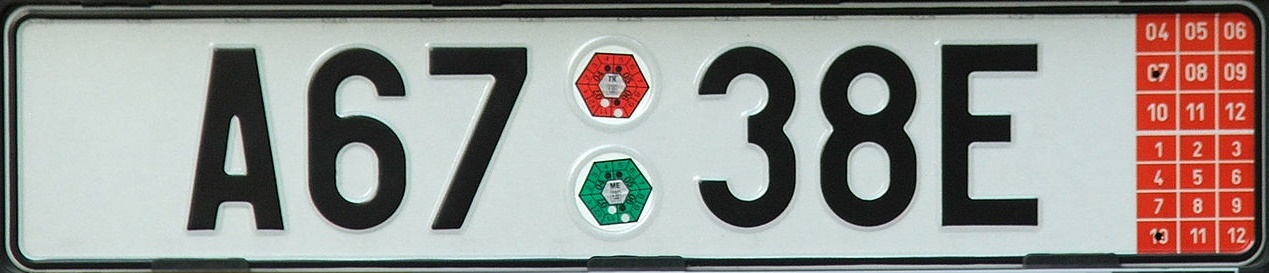
Tschechisches Ausfuhrkennzeichen

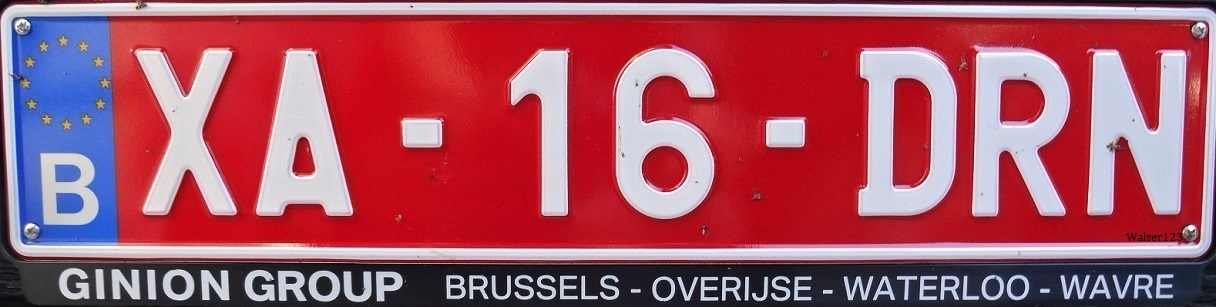
Belgisches Ausfuhrkennzeichen mit dem üblichen Euroband

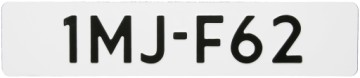
Ausfuhrkennzeichen aus den Niederlanden

Nicht jedes Land besitzt spezielle Ausfuhrkennzeichen, oft werden zu exportierende Fahrzeuge mit einer „normalen“ temporären Zulassung versehen. Die Ausfuhrkennzeichen der einzelnen Länder Europas ähneln sich in der Regel. Am rechten Rand befindet sich bei vielen Staaten ein rotes Feld mit der Angabe eines Datums. Die Angabe wird entweder wie der Rest des Schildes geprägt wie in Deutschland oder auf einem speziellen Feld anderweitig markiert (etwa durch einen aufgeklebten Streifen). In den Niederlanden wird das Datum durch eine Buchstaben-Zahlen-Kombination kodiert. Einige Staaten der Europäischen Union (unter anderem Deutschland sowie Griechenland) vergeben bei Ausfuhrkennzeichen nicht das sonst übliche blaue Euroband am linken Rand. In vielen Nachfolgestaaten der ehemaligen Sowjetunion ist die Verwendung von Papier-Kennzeichen, die an die Scheibe geklebt werden, verbreitet.
Typische Importländer, wie z. B. Bulgarien arbeiten mit befristeten Importkennzeichen. Am rechten Rand in einem roten Feld steht das Gültigkeitsjahr.